# Giovanni Battista Rubini
Giovanni Battista Rubini (Romano di Lombardia, 7 aprile 1794 – Romano di Lombardia, 3 marzo 1854) è stato un tenore italiano, vera leggenda dell'opera lirica del primo Ottocento.

## Biografia
Nacque in una famiglia di umili origini se pur di modesta agiatezza. Il padre Giovanni Battista, che gli impose il suo identico nome di battesimo, era uomo dal carattere rude e burbero ("Ludrazzo" era l'appellativo affibbiatogli dai concittadini), ma buono e profondamente religioso. Esercitava il mestiere di sarto. La madre Caterina Bergomi si dedicava alla cura della famiglia.
Fu l'ultimo di nove fratelli, di cui sei viventi alla sua nascita.
Il padre si dilettava di musica: suonatore di corno, ai suoi tre figli maschi, Giovanni Battista, Giacomo e Geremia, impartì egli stesso i primi rudimenti musicali insegnando violino e canto ai primi due, e il flauto al terzo, arruolandoli ben presto nella compagnia di musicanti ch'egli dirigeva e con la quale si esibiva nel territorio limitrofo per celebrazioni religiose e feste patronali, occasioni in cui il piccolo Giovan Battista, otto anni, riscuoteva ammirazione producendosi nel duplice ruolo di cantore e violinista. Giovanni Battista svelò fin dall'adolescenza le eccezionali doti canore nel coro della locale parrocchia, mentre pare fosse meno dotato per l'apprendimento in generale. Intuite le potenzialità musicali del figliuolo, il padre lo affidò ad un prete bresciano, organista e insegnante di composizione che lo accolse presso di sé per un anno, al termine del quale lo rispedì però alla famiglia col laconico commento di scarsa attitudine per il canto e col suggerimento di avviarlo ad altra attività. Il padre continuò comunque ad impartirgli un'educazione musicale.
La prima apparizione pubblica fu in un ruolo canoro femminile, nella città natale, all'età di dodici anni (1806).
La concreta saggezza paterna, conscio del prossimo inevitabile naturale fenomeno del cambio della voce con l'incertezza della qualità derivante, volle affiancare agli insegnamenti musicali l'apprendimento del mestiere sartoriale affidandolo ad un artigiano nella città capoluogo di Bergamo, ma il talento musicale di Giovan Battista non passò inosservato e gli consentì il proseguimento degli studi musicali presso un'istituzione locale fino al diciottesimo anno d'età. Si propose egli stesso per la stagione melodrammatica in uso al Teatro Riccardi, oggi Teatro Donizetti, dove apparve in cartellone nel 1812 nel duplice ruolo di corista e violinista (sia pure come ultimo della lista), si fece notare in particolare per l'acutezza della sua voce, benché ancora grezza e non particolarmente potente.

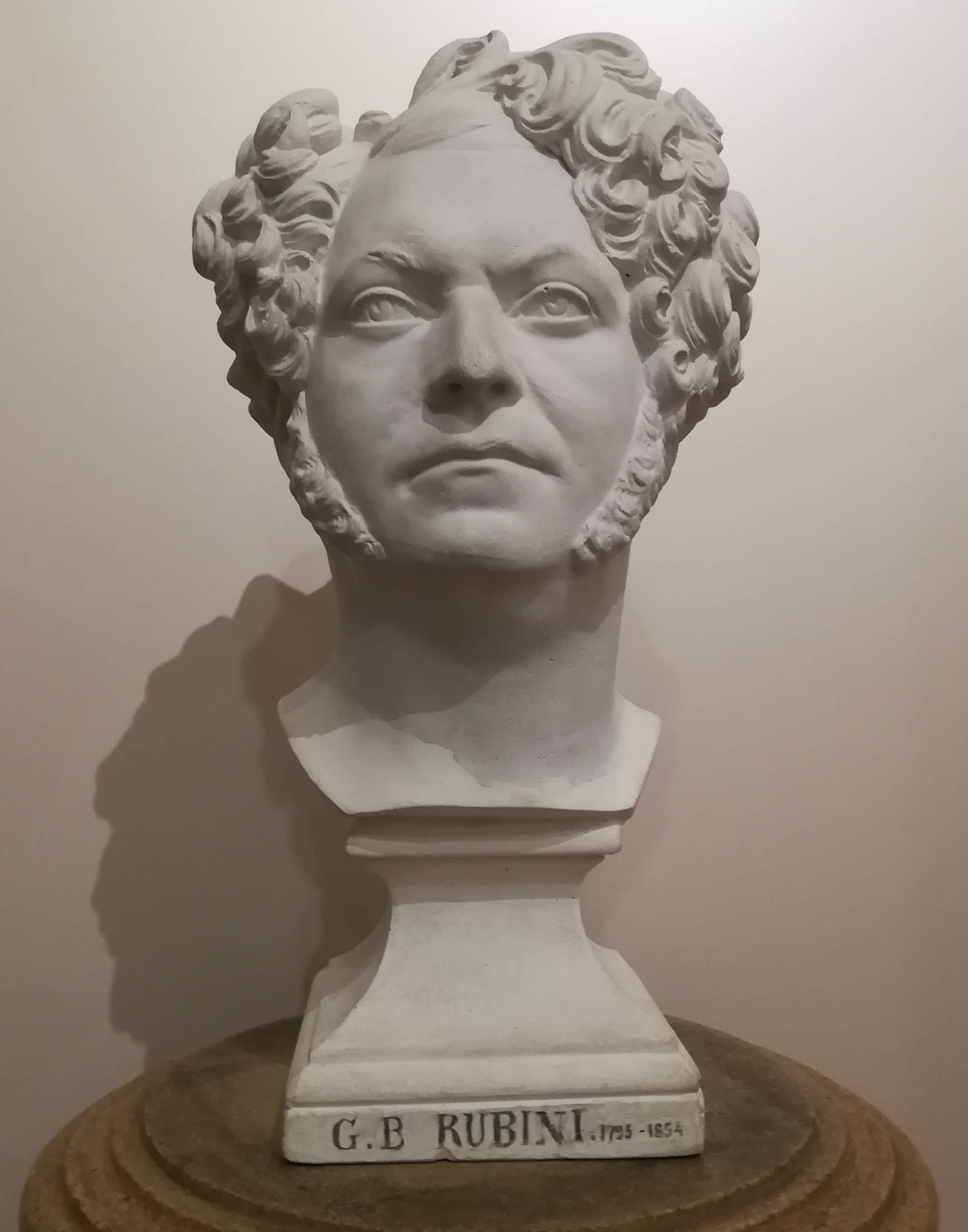

L'anno successivo apparve come secondo tenore nel teatro di Palazzolo sull'Oglio. Diciannovenne all'anonimo debutto alla Scala quale semplice membro del coro. Intanto il suo nome, però comincia a introdursi nell'ambiente teatrale. Il suo debutto da protagonista avvenne nel 1814 a Pavia, e con pieno successo, non prima di una disgraziata parentesi con una compagnia di teatranti e musicanti ambulanti lungo le strade del Piemonte.
Brescia e Venezia nel 1815 furono i palcoscenici successivi e fortunati; canta a fianco di già affermati colleghi; prende la decisione di abbandonare il laboratorio sartoriale per dedicarsi completamente alla carriera teatrale. In questo periodo la scomparsa della madre. Gli obblighi militari non assolti costringono il padre a scucire quattrini per acquisirgli l'esonero e la concessione del visto per gli spostamenti che la nascente carriera necessita.
Il talento del giovane Rubini non sfuggì al grande impresario Domenico Barbaja, direttore del teatro di Napoli e Vienna, che lo scrittura per la nobile piazza napoletana, all'epoca capitale europea del melodramma, avviando una collaborazione destinata a durare fino al 1829. Lo fece debuttare al teatro dei Fiorentini e successivamente con crescente apprezzamento di pubblico al teatro San Carlo nel gennaio del 1817. Anche gli autori si accorgono di Rubini e del suo personale modo di cantare, Rubini si confronta con colleghi affermati e realizza della necessità di uno studio più approfondito e sistematico delle metodiche della professione. Il compositore Valentino Fioravanti compone alcune opere espressamente per Rubini. Il 1818 e l'anno successivo lo vedono trionfare sui palcoscenici romani e palermitani e di nuovo a Napoli dove conosce il soprano francese Adelaide Chaumel (1796-1874), e con lei si esibisce in apprezzati duetti canori e intanto coltivando per lei il sentimento amoroso che coronerà col matrimonio nel 1821, successivamente al quale la sposa italianizzerà il cognome da Chaumel in Comelli. Pare che Napoli abbia rischiato la sommossa allorché il pubblico, stanco di aspettare che il re, presente all'opera, applaudisse il tenore per primo come era protocollo, sollecitò il sovrano minacciando di farlo di propria iniziativa e alla fine lo fece, con conseguenti malumori istituzionali.
Il debutto ufficiale del 1818 alla Scala di Milano lo vide in compagnia del fratello Giacomo nell'opera Torvaldo e Dorliska di Gioachino Rossini.
Nel 1824 Rubini e l'intera compagnia napoletana si trasferiscono a Vienna suscitando unanimi entusiasmi e l'interesse anche del sommo Beethoven, all'epoca già afflitto dalla sordità, ma il cui istinto e sensibilità lo avvertono delle qualità del tenore e per il quale aggiorna con note in italiano alcune sue composizioni affinché Rubini potesse esaltarle interpretandole: Rubini, da allora contemplò sempre nel suo repertorio le composizioni dedicategli dell'immenso compositore tedesco. Parigi lo applaude l'anno successivo, interprete delle opere dei più grandi compositori del suo tempo, quali Gioachino Rossini e Vincenzo Bellini.
Già protagonista maschile nel 1826 di Bianca e Gernando (poi Bianca e Fernando), la seconda opera del maestro catanese, diventò poi il tenore belliniano per eccellenza (quattro prime rappresentazioni). Pensando alla sua voce Bellini scrisse Il pirata occasione per entrambi(compositore e interprete) dello straordinario successo di pubblico e critica alla prima al Teatro alla Scala di Milano, (1827), seguì La sonnambula (Teatro Carcano di Milano, 1831) e I puritani (Théâtre Italien di Parigi, 1835), oltre alla seconda versione della Straniera per l'ultima esibizione al Teatro alla Scala nel 1830.

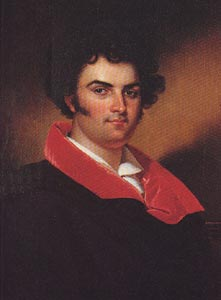
Giovan Battista Rubini

Dovette molto al genio belliniano la maturazione artistica del Rubini, l'esigente compositore seppe trarre dalla voce del tenore sonorità fino ad allora inespresse, pretendendo anche intensità interpretative altissime. Il binomio Bellini-Rubini incantò l'esigente pubblico milanese, ma dopo il 1830 Rubini non ne volle più sapere di esibirsi alla Scala, probabilmente per una sua recita annullata causa raucedine interpretata malignamente da parte del pubblico come timore di confrontarsi con una notevole performance di cui un collega si era reso protagonista e anche probabile ripicca verso gli impresari milanesi che erano più che restii ad ingaggiarne la moglie Adelaide considerata nell'ambiente lirico certamente di non altissimo livello artistico.
Il 1835 vede la morte, a soli 33 anni, del Bellini: Rubini unitamente ai grandi colleghi dell'epoca, Antonio Tamburini, Luigi Lablache, Giulia Grisi, Giuditta Pasta, canterà nella Messa di Requiem in suffragio del grande compositore, eseguita nella città di Puteaux ove si spense.
Il periodo storico coincide con i travagliati moti carbonari e patriottici che scuotevano il Paese contro l'usurpatore austriaco, ma Rubini era intento alla carriera musicale per sentirsene coinvolto, tranne esercitare in alcune occasioni l'influenza delle conoscenze e la fama acquisita per volgere a clemenza situazioni imbarazzanti di compaesani e concittadini coinvolti in azioni patriottiche o cospirative.
Con lo studio assiduo, l'esperienza maturata e la professionalità acquisita la voce di Rubini acquista la potenza di cui difettava agli inizi carriera, pur mantenendo la dolcezza squisita, l'estrema duttilità e la stupefacente capacità di sovracuti impareggiabili. La piena maturazione artistica gli spalanca le porte dei raffinati auditori europei che lo reclamano e acclamano ripagandolo con compensi favolosi come nessun altro cantante prima di Rubini ebbe la fortuna e il piacere di intascare.
Londra (dal 1831 annualmente, ininterrottamente, fino al 1842), Vienna (1824-'28-'30), Parigi (1825 e poi dal 1832 annualmente fino al 1840), Madrid, Bruxelles e Bordeaux (1841), Berlino (1843), portando il vasto repertorio del bel canto italiano compreso quello di Gaetano Donizetti di cui divenne principale interprete e per il quale sarà protagonista di ben sette prime rappresentazioni assolute (quattordici le composizioni del maestro nel repertorio del tenore). Sul finire degli anni trenta si illuminò la stella di Giuseppe Verdi, la cui personalità determinò un nuovo corso nel teatro melodrammatico e nello stile espressivo, che mal si confaceva, però, allo modo di cantare di Rubini che mai si confrontò con gli spartiti del maestro parmense.
Viaggi tra una capitale e l'altra, i ritorni in Patria e di nuovo da una nazione all'altra al tempo delle carrozze e cavalli richiedevano pesanti spese temporali e fisiche che certo lasciarono traccia anche sul fisico di Rubini, con le prime preoccupazioni legate alla salute.
La tragica notizia della scomparsa a 85 anni dell'amato padre lo coglie a Londra nel 1840. In compagnia di Franz Liszt si esibì in Germania e Paesi Bassi (1842). I trionfi internazionali, i favolosi guadagni accumulati, le fatiche fisiche sopportate, l'appagamento professionale raggiunto, la convinzione dell'opportunità di lasciare le platee prima che le platee lascino l'artista insinuano nel tenore il desiderio di ritirarsi a vita privata. Ma le insistenti richieste di sue esibizioni giungenti dalle lontane e fredde terre russe, accompagnate da promesse di favolosi compensi e riconoscimenti non solo artistici, fanno breccia nell'orgoglioso e ambizioso tenore bergamasco che nel 1843 si appresta a incantare le platee di estimatori a Pietroburgo e Mosca, ove ritornerà in varie occasioni fino al 1845 e dove ricevette dallo zar Nicola I il titolo di colonnello imperiale dei musici di tutte le Russie. Fu l'epilogo della carriera pubblica di Rubini: si ritirò irrevocabilmente, misteriosamente, ma serenamente dalle scene al termine delle recite in quelle terre lontane. Da escludere scadimento della qualità della voce: Rubini aveva saputo economizzarla nel corso della trentennale carriera, salvaguardandola ancora intatta, sublime e possente come mai alcun tenore prima di lui, all'epoca del ritiro cinquantenne.
Stabilitosi nel paese natio, Rubini intraprende la costruzione del proprio palazzo esattamente dove sorgeva la casa che fu della sua famiglia, ove trascorrerà gli anni del riposo. In particolare amava trascorrere la stagione estiva nella località di Masano, nei pressi di Caravaggio, dimorando nel palazzo neoclassico (originariamente castello medioevale) che oggi porta il suo nome.Resistette alle lusinghe degli impresari e delle corti europee che non si rassegnavano a non poter più godere del piacere delle sue esibizioni, tranne qualche privata eccezione di cortese amicizia nei salotti borghesi delle nobiltà del lombardoveneto. Tentennò alle offerte giunte da New York, ma la prospettiva del lungo e faticoso viaggio lo scoraggiarono. Del 1847 la visita al conterraneo, immenso maestro Donizetti gravemente malato e devastato dalla pazzia: non lo riconoscerà neppure. Privilegio unico dei suoi concittadini per la presenza del tenore alle feste patronali e per la cui comunità accettò la carica di consigliere comunale e consulente della locale banda musicale (1848). È del 1850 il testamento che riconosce la consorte erede universale dell'intero suo patrimonio. Nel 1852 si ammalò gravemente, ma si ristabilì.

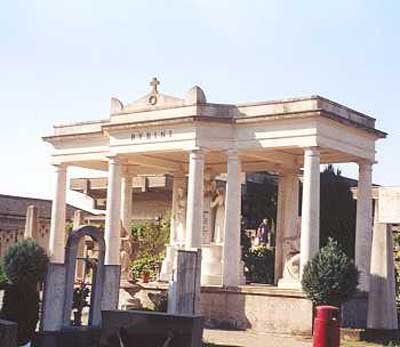
Mausoleo di Rubini nel cimitero di Romano di Lombardia

Verso le 18 di venerdì 3 marzo 1854 Giovanni Battista Rubini fu sopraffatto da un attacco cardiaco (per altri cronisti polmonite) e consegnato alla leggenda del bel canto. Fu sepolto il martedì 7 nel vecchio cimitero di Romano di Lombardia in attesa della costruzione del mausoleo che la vedova intraprese e che accoglierà anche le sue spoglie alla sua morte. Il feretro coperto dall'uniforme imperiale appuntata di medaglie e sopra ad essa una corona d'oro tempestata di diamanti anch'essa dono della nobiltà russa. Nello stesso mese, in sequenza, morirono anche le sorelle Cecilia, Francesca ed Ester, alimentando tra i concittadini il sospetto di un avvelenamento (consorte compreso) ad opera della Comelli, giudicata di eccentrici comportamenti, ma in realtà si trattò di un tragico destino.
L'esaltante carriera artistica fu ricca anche di straordinari e favolosi riconoscimenti economici che Rubini, parsimonioso e previdente già ad inizio carriera, rimetteva al padre affinché li investisse in solide proprietà immobiliari e appezzamenti di terreni che amministrò poi egli stesso una volta smesso di calcare il palcoscenico. Rimase comunque semplice, buono, condividendo le sue disponibilità anche con i meno fortunati dimostrandosi grande anche d'animo.
La moglie, dopo la scomparsa del marito continuò l'opera di benefattori della comunità con elargizioni e fondazione di istituto di ricovero per musicisti e indigenti, un Ginnasio, un Orfanotrofio maschile. Non ebbero figli.
Nel centenario della morte(1954), la salma di Rubini e della moglie furono traslate nel nuovo mausoleo apposta edificato nel nuovo cimitero e che ancora oggi le custodisce.
Oggi il Palazzo Rubini è sede di una succursale del Liceo Don Lorenzo Milani, di due scuole di musica, dell'omonimo Corpo Civico Musicale e dell'omonimo museo raccogliente cimeli e testimonianze del più grande tenore ottocentesco.

## Personalità artistica

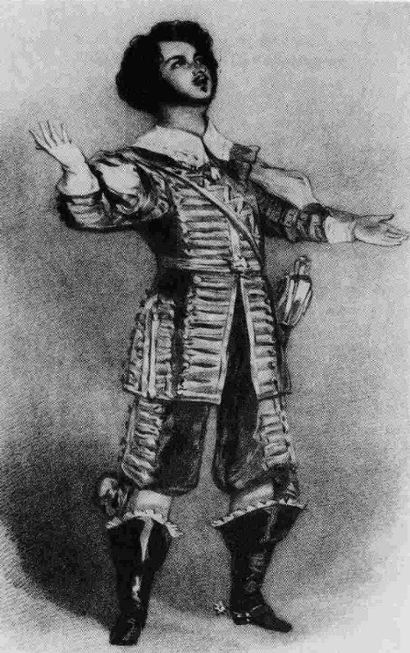
Rubini ne I puritani di Bellini.
Litografia di Richard James Lane da un disegno di Alfred Edward Chalon (1836).

L'ormai irreversibile declino dei castrati, che fino a pochi decenni prima dominavano le scene operistiche, aprì al giovane Rubini nuove opportunità di affermazione e di successo. Dotato di un eccezionale registro acuto e sovracuto, Rubini era infatti capace di avvicinare le estensioni dei contraltisti e con una dolcezza e morbidezza di suono fino ad allora mai udite.
Con intelligenza e maestria, con studio e applicazione seppe modellare la sua voce all'evolversi dei gusti del pubblico e alle esigenze tecniche dei compositori. La sua estensione vocale era di dodici note, dal Mi bemolle al Si di petto e raggiungendo di testa, col ricorso al falsettone, il Fa e il Sol sopra il rigo e il passaggio dalla voce di petto a quella di testa era tanto spontaneo quanto impercettibile per un risultato prodigioso. Alla morbidezza e dolcezza, ai trilli e gorgheggi impareggiabili della prima maniera, seppe acquistare alla sua voce impareggiabile potenza e pienezza, mantenendo intatto il timbro squillante, l'agilità, la freschezza ed espressività. Perfezionò la tecnica di respirazione imparando ad economizzarne la forza, grazie alla quale e al suo ampio torace in cui i polmoni potevano espandersi liberamente e alla sua capacità di svuotarli e riempirli in un attimo, ascoltandolo anche una sola volta nel dispiegarsi trionfale dei suoi acuti fino ai confini dell'estensione tenorile, non era infrequente rimanerne incantati. Illustri estimatori, oltre ai già citati compositori italiani: Beethoven, Fryderyk Chopin, Liszt. Di parere contrario, invece, Wagner che ebbe a definire la voce di Rubini più simile ad un belato che ad un canto; anche Berlioz mostrò di non gradire particolarmente il tenore italiano.
Se pur fisicamente di fattezze grossolane, sul palcoscenico emanava un fascino ammaliante col quale incantò le platee d'Europa, rifiutando per volontà sua di cimentarsi con quelle d'oltre oceano, affermandosi come il più grande tenore dell'Ottocento e vera leggenda del teatro d'opera, contribuendo anche a creare qualche difficoltà ai tenori moderni, dotati certamente di qualità eccelsa ma tecnicamente condizionati dall'evoluzione del gusto del pubblico e quindi tendenti a coltivare tutta la gamma d'estensione timbrica della propria voce e non specificatamente solo gli acuti. Vero è anche che molti ruoli, soprattutto belliniani e donizettiani, furono concepiti espressamente per Rubini e i suoi funambolismi, che al giorno d'oggi possono essere affrontati soltanto da pochissimi artisti.
Contribuì alla sua fortuna e alla costruzione di una favolosa carriera artistica trentennale, oltre alla sua voce eccezionale, la formidabile memoria musicale che gli consentiva di memorizzare in breve tempo decine di opere: il suo repertorio comprendeva cinquanta compositori e centocinquanta opere memorizzate e immediatamente eseguibili, senza contare la musica vocale da camera.

## Ruoli creati
- Apollo ne Il sogno di Partenope di Mayr (12 gennaio 1817, Napoli)
- Olfido in Anacreonte in Samo di Mercadante (1º agosto 1820, Napoli)
- Filinto ne La lettera anonima di Donizetti (29 giugno 1822, Napoli)
- Fernando in Bianca e Fernando di Bellini (30 maggio 1826, Napoli)
- Alfonso in Elvida di Donizetti (6 luglio 1826, Napoli)
- Licida in Niobe di Pacini (19 novembre 1826, Napoli)
- Gualtiero ne Il pirata di Bellini (27 ottobre 1827, Milano)
- Il ruolo del titolo in Gianni di Calais di Donizetti (2 agosto 1828, Napoli)
- Idamore ne Il paria di Donizetti (12 gennaio 1829, Napoli)
- Ernesto ne Il giovedì grasso di Donizetti (26 febbraio 1829, Napoli)
- Leonello in Giovanna d'Arco di Pacini (14 marzo 1830, Milano)
- Riccardo Percy in Anna Bolena di Donizetti (26 dicembre 1830, Milano)
- Elvino ne La sonnambula di Bellini (6 marzo 1831, Milano)
- Arturo Talbo ne I puritani di Bellini (24 gennaio 1835, Parigi)
- Fernando in Marin Faliero di Donizetti (12 marzo 1835, Parigi)
- Ermano ne I briganti di Mercadante (22 marzo 1836, Parigi)
- Fenton in Falstaff di Michael William Balfe (19 luglio 1838, Londra)